# Volo EgyptAir 741
Il volo EgyptAir 741 era un volo tra l'Aeroporto Internazionale del Cairo e l'ormai chiuso Aeroporto Internazionale di Nicosia, precipitato il 29 gennaio 1973. Tutti i 37 occupanti a bordo morirono. Fu il quarto incidente, e il terzo con vittime, che coinvolse la nuova EgyptAir.
L'aereo, un Ilyushin Il-18D, si schiantò nella catena montuosa di Kyrenia a Cipro durante la sua discesa mentre si avvicinava alla pista da nord. L'esplosione risultante, a circa 12 miglia (19 km) dall'aeroporto di Nicosia, provocò un incendio prontamente spento dalla Guardia Nazionale Cipriota. Il turboelica colpì la montagna a un'altitudine di 783 metri (2.569 piedi) (117 metri (384 piedi) sotto la cresta). Essendo l'aereo costruito in Unione Sovietica, la scatola nera è stata analizzata a Mosca. Dalle registrazioni risultò che il pilota ai comandi si era messo in contatto con Nicosia comunicando che avrebbe volato a vista. Pochi minuti dopo precipitò fra le montagne vicino al villaggio di Karavas. Anche per via della morte dei piloti gli investigatori non riuscirono a scoprire la causa effettiva del disastro. Tuttavia in quel momento l'Ilyushin stava procedendo controvento. È possibile che avesse incontrato una turbolenza che fece perdere il controllo all'equipaggio. I piloti potrebbero anche aver creduto di vedere la pista quando invece così non era.

## Vittime
| Nazionalità | Passeggeri | Equipaggio | Totale |
| ----------- | ---------- | ---------- | ------ |
| Regno Unito | 14         | 0          | 14     |
| Egitto      | 3          | 7          | 10     |
| Stati Uniti | 7          | 0          | 7      |
| Canada      | 1          | 0          | 1      |
| Irlanda     | 1          | 0          | 1      |
| Francia     | 1          | 0          | 1      |
| Giordania   | 1          | 0          | 1      |
| Svezia      | 2          | 0          | 2      |
| Total       | 30         | 7          | 37     |